# Strobilanthes anamallaica
Strobilanthes anamallaica är en akantusväxtart som beskrevs av John Richard Ironside Wood. Strobilanthes anamallaica ingår i släktet Strobilanthes och familjen akantusväxter. Inga underarter finns listade i Catalogue of Life.